# عز الدين الملا
عز الدين الملا هو سياسي عراقي شغل منصب وزير بلا وزارة في وزارة عبد الوهاب مرجان عام 1957.
ولد عز الدين بن ملا أبو بكر أفندي عام 1916 في قلعة أربيل، اشتغل بالتدريس والخطابة في جامع القلعة محل والده أبي بكر الرابع بن الحاج عمر أفندي الملقب بـ«كجوك ملا» أو ملا أفندي”، ثم ترك التدريس في الجامع وانتخب نائبا عن أربيل في مجلس النواب العراقي، وكان ذو ثقافة عالية وأتقن عدة لغات عالمية، توفي عام 1998 ودفن في مقبرة باداوا.
ومن الجدير بالذكر أن العائلة المالكة قد أقامت في أربيل في قصر ملا أفندي والد عز الدين الملا خلال أحداث حركة رشيد عالي الكيلاني عام 1941، وبضمنهم الملك فيصل الثاني والملكة عالية وبعض الأميرات، وقد بقوا في ضيافته مدة أسبوع، رفض خلالها تسليم الملك فيصل الثاني والذي كان طفلا إلى أحد الضباط الذي حضر إلى أربيل لغرض استرداده إلى بغداد.